# 諾克斯維爾 (加利福尼亞州)
諾克斯維爾（英語：Knoxville）是位於美國加利福尼亞州納帕縣的一個非建制地區。該地的面積和人口皆未知。

## 地理
諾克斯維爾的座標為38°49′40″N 122°20′26″W / 38.82778°N 122.34056°W，而該地的平均海拔高度為403米（即1322英尺）。